# Рубен Флейшер
Ру́бен Фле́йшер (англ. Ruben Fleischer; нар. 31 жовтня 1974, Вашингтон) — американський кінорежисер, режисер реклами та відеокліпів, продюсер. Широко знаний як режисер фінансово успішного фільму «Вітаємо у Зомбіленді», який високо оцінили кінокритики. Також Флейшер поставив менш успішні картини «Встигнути за 30 хвилин» і «Мисливці на гангстерів». До того, як стати режисером фільмів, був режисером рекламних роликів та музичних кліпів.

## Життєпис
Рубен Флейшер народився у Вашингтоні, США. Після закінчення Веслінського університету, він переїхав у Сан-Франциско. Там він почав працювати позаштатним працівником як HTML-програміста. Надалі він став знімати рекламні ролики і музичні кліпи. 2009 року він зняв свій перший художній фільм «Вітаємо у Зомбіленді», який мав успіх у прокаті і отримав позитивні відгуки критиків. Його другий фільм, «Встигнути за 30 хвилин», вийшов у 2011 році.
Наступним фільмом Рубена стала кримінальна драма «Мисливці на гангстерів», прем'єра якого відбулася в 2013 році. З 2017 по 2021 був виконавчим продюсером серіалу «Жирний шрифт».
Зараз живе у Лос-Анджелесі.

## Фільмографія

### Фільми
| Рік  | Українська назва       | Оригінальна назва      | Режисер | Продюсер   |
| ---- | ---------------------- | ---------------------- | ------- | ---------- |
| 2009 | Вітаємо у Зомбіленді   | Zombieland             | Так     | Ні         |
| 2011 | Встигнути за 30 хвилин | 30 Minutes or Less     | Так     | Ні         |
| 2013 | Мисливці на гангстерів | Gangster Squad         | Так     | Виконавчий |
| 2014 | Застрягли на дві ночі  | Two Night Stand        | Ні      | Так        |
| 2017 | Крамниця єдинорогів    | Unicorn Store          | Ні      | Так        |
| 2018 | Веном                  | Venom                  | Так     | Ні         |
| 2019 | Вітаємо у Зомбіленді 2 | Zombieland: Double Tap | Так     | Виконавчий |
| 2021 | Невдала поїздка        | Bad Trip               | Ні      | Так        |
| 2022 | Uncharted              | Uncharted              | Так     | Ні         |
| 2025 | Ілюзія обману 3        | Now You See Me 3       | Так     | Ні         |

### Видеокліпи
- M.I.A. — «Galang»
- Kid Sister — «Pro Nails»
- Gold Chains — «I Came From SF», «Cali Nights», «The Game»
- Electric Six — «Dance Commander»
- DJ Format — «Vicious Battle Raps», «We Know Something You Don't»